# عبدالستار ابوریشه
عبدالستار ابوریشه (عربی: عبد الستار أبو ريشة با نام کامل الشیخ عبدالستار افتیخان الریشاوی الدلیمی عربی: الشيخ عبد الستار افتيخان الريشاوي الدليمي؛ ۱۹۷۲ – ۱۳ سپتامبر ۲۰۰۷) یک سیاست‌مدار اهل عراق بود.